# Honda Prelude
Der Honda Prelude ist ein Mittelklasse-Sportcoupé des japanischen Automobilherstellers Honda. Der Name Prelude bedeutet auf Deutsch so viel wie Auftakt, Vorspiel oder Einleitung und geht darauf zurück, dass dieses Modell im Laufe der Bauzeit zu Hondas Technologie-Versuchsträger wurde, bei dem zahlreiche Neuerungen erstmals in Serie gingen. In Deutschland war er nur bis Ende 2000 erhältlich; für den amerikanischen Markt wurde er noch bis 2002 weitergebaut. Es gab fünf Generationen.

## Erste Generation (1978–1983)

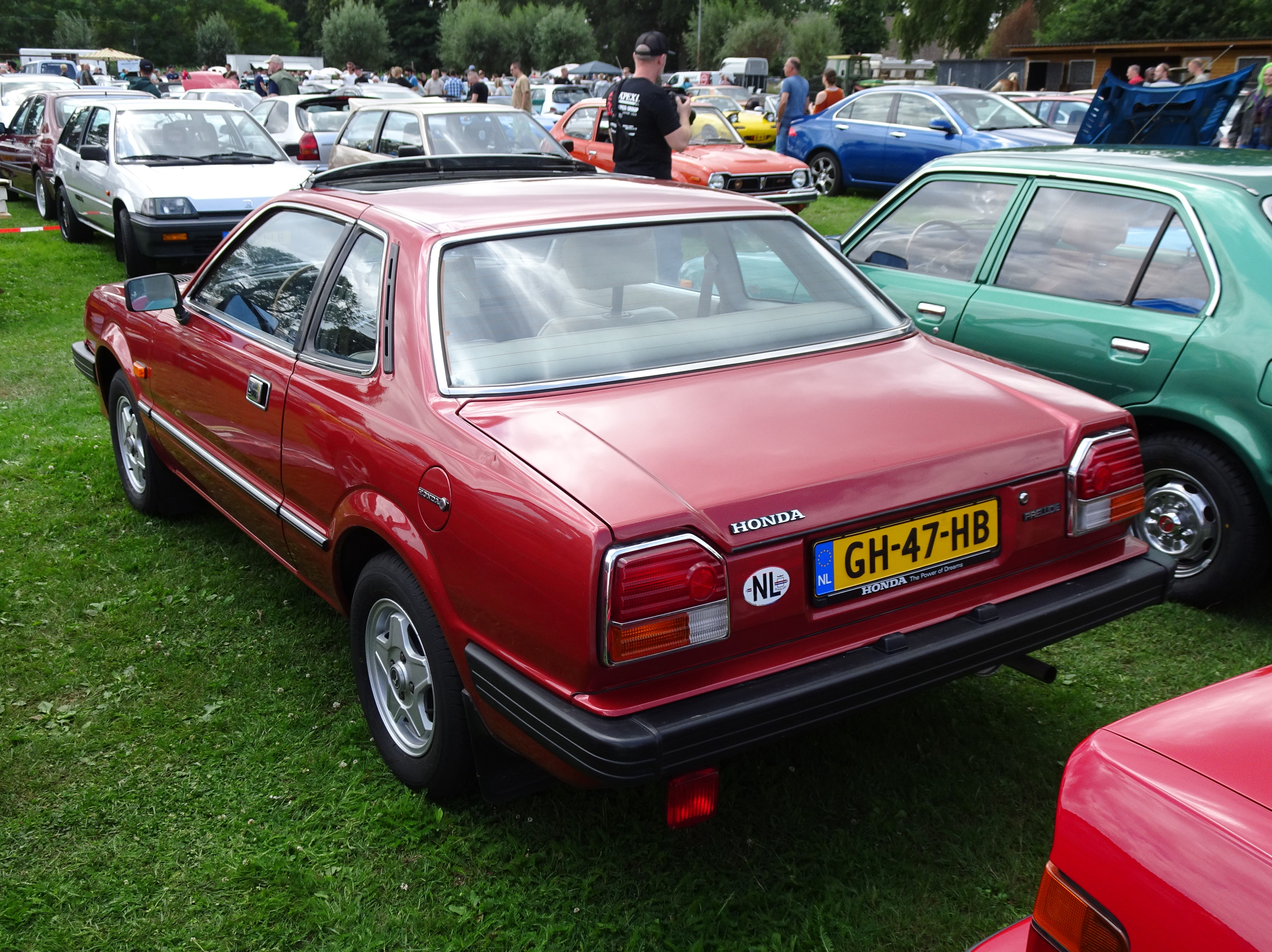
Heckansicht

1978 wurde die erste Generation des Honda Prelude als Sportcoupé auf Basis des Accord vorgestellt (Typcode SN). Er war somit die dritte Honda-Baureihe neben dem Civic und dem Accord. Von diesem Modell fertigte die Firma Tropic aus Crailsheim in den Jahren 1981 bis 1983 insgesamt 47 Cabriolets.
Im Prelude kamen die CVCC-Motoren des Accord mit 1,8 Liter Hubraum für den japanischen und den nordamerikanischen Markt und 1,6 Liter Hubraum für die anderen Exportmärkte zum Einsatz. Der kleinere Motor leistete 59 kW (80 PS).
Als erstes Fahrzeug seiner Klasse wurde ein elektrisch bedienbares Glasschiebedach angeboten. Ab dem Modelljahr 1980 war er mit einer Hondamatic genannten Dreigang-Automatik erhältlich.

### Modellübersicht
| Baujahr   | Modell | Hubraum  | Leistung      | Länder                     |
| --------- | ------ | -------- | ------------- | -------------------------- |
| 1978–1983 | 1.6    | 1602 cm³ | 59 kW (80 PS) | Australien, Europa, Kanada |
| 1978–1983 | 1.8    | 1750 cm³ | 66 kW (90 PS) | Japan, USA                 |

## Zweite Generation (1982–1987)
Mit dem Erscheinen der zweiten Generation des Prelude (Typcode AB) im Jahre 1982 begann die technologische Vorreiter-Rolle der Modellreihe: Der neue 1,8-Liter-Motor war Hondas erster Drei-Ventil-Motor mit Doppelvergaser. Im Vergleich zu seinem Vorgänger wuchs diese Generation in den Dimensionen und bekam stärkere Motoren. Neben dem 1,8-Liter-Motor kam 1985 ein 2,0-Liter-DOHC-Motor mit Saugrohreinspritzung auf den Markt. Der bis zum Generationswechsel im Jahre 1987 lieferbare 1,8 Liter große Drei-Ventiler war im Prelude zwar leistungsstärker als der CVCC-Motor des Vorgängers, durch das erhöhte Gewicht und die größere Karosserie war dieser Leistungszuwachs aber kaum spürbar. Ein Übriges tat ab 1985 der Einbau eines Katalysators. Sämtliche Motoren waren serienmäßig mit einem manuellen Fünfgang-Getriebe kombiniert. Ebenfalls lieferbar war eine vierstufige Automatik. In Japan war zudem ein 16-Ventil-DOHC-Motor mit Saugrohreinspritzung erhältlich, der von 1985 bis zum Modellwechsel 1987 auch in Europa erhältlich war (Typcode BA2). Der Einbau des höher bauenden Motors erforderte einige Veränderungen am Vorderwagen, die Honda durch eine Modellpflege realisierte. Am auffälligsten waren dabei der geänderte Kühlergrill, die nunmehr gewölbte Motorhaube, die geänderten Stoßfänger, der in Wagenfarbe lackierte Heckspoiler sowie größere Räder und Reifen. Der drehfreudige Saugrohreinspritzer wurde serienmäßig mit einem entsprechend ausgelegten manuellen Fünfgang-Getriebe kombiniert. Alternativ konnte auch dieser Prelude mit einer ebenfalls überarbeiteten Vierstufen-Automatik geliefert werden. Die letzten Modelle des 16V wurden Ende 1986 mit geregeltem Katalysator angeboten. Seiner technologischen Vorreiterrolle wurde der Wagen auch deshalb gerecht, weil er der erste japanische Wagen mit serienmäßigem Antiblockiersystem war. Eine weitere Innovation in der Japan-Version war das erste Navigationssystem von Honda. Außerdem wurde mit diesem Prelude die Double Wishbone genannte Radaufhängung mit doppelten Querlenkern an der Vorderachse in die Serienfertigung eingeführt.

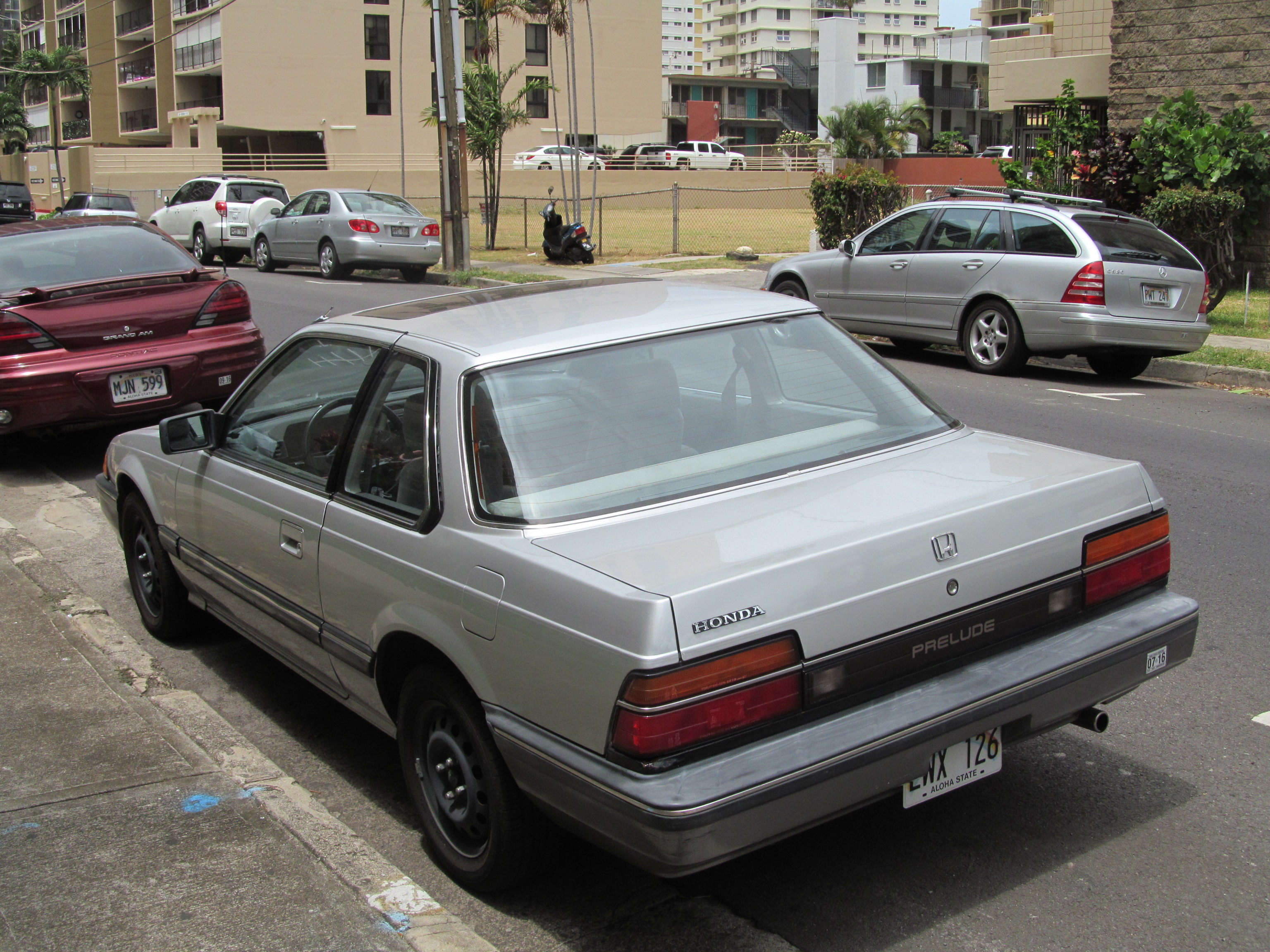
Heckansicht
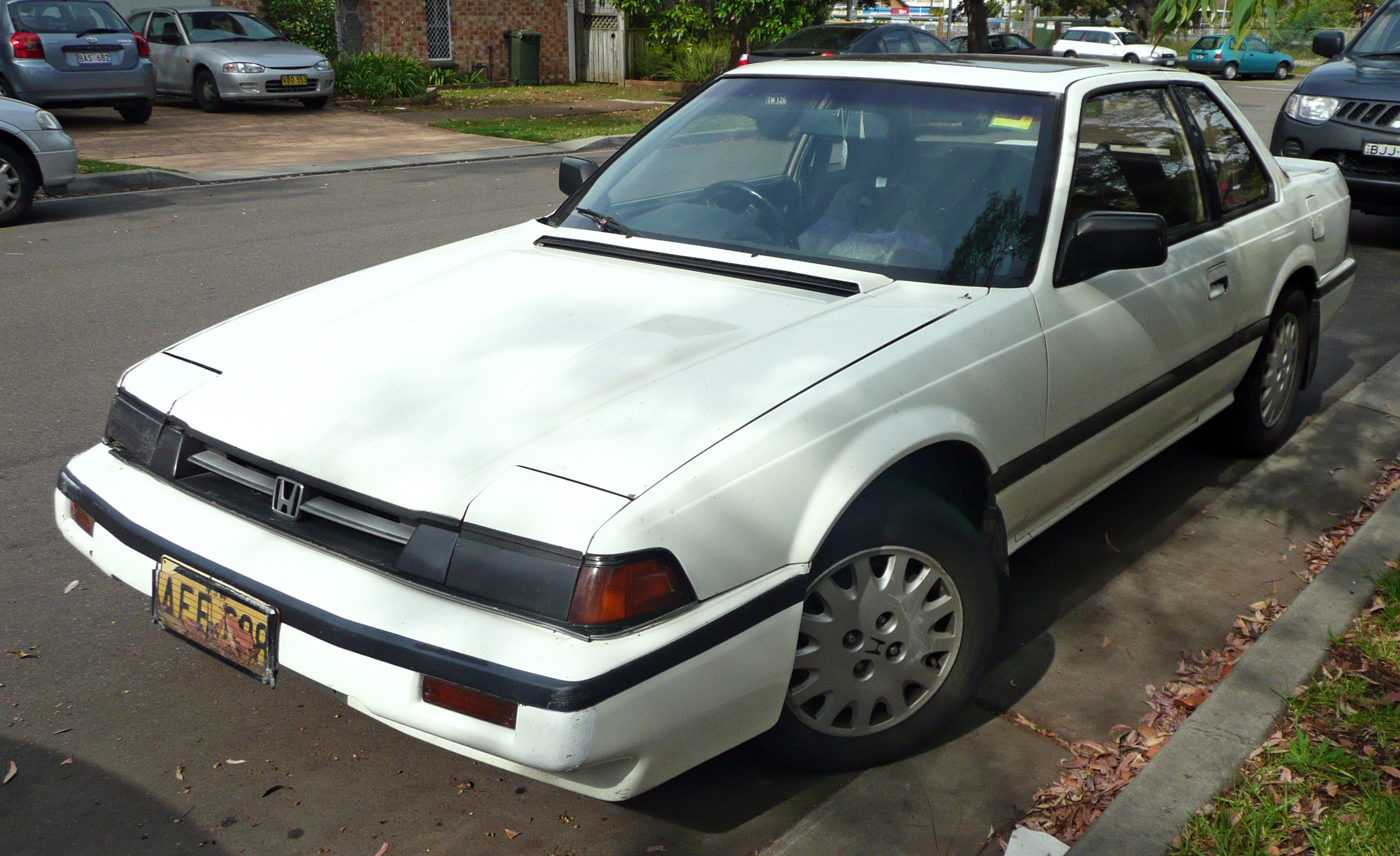
Honda Prelude Si
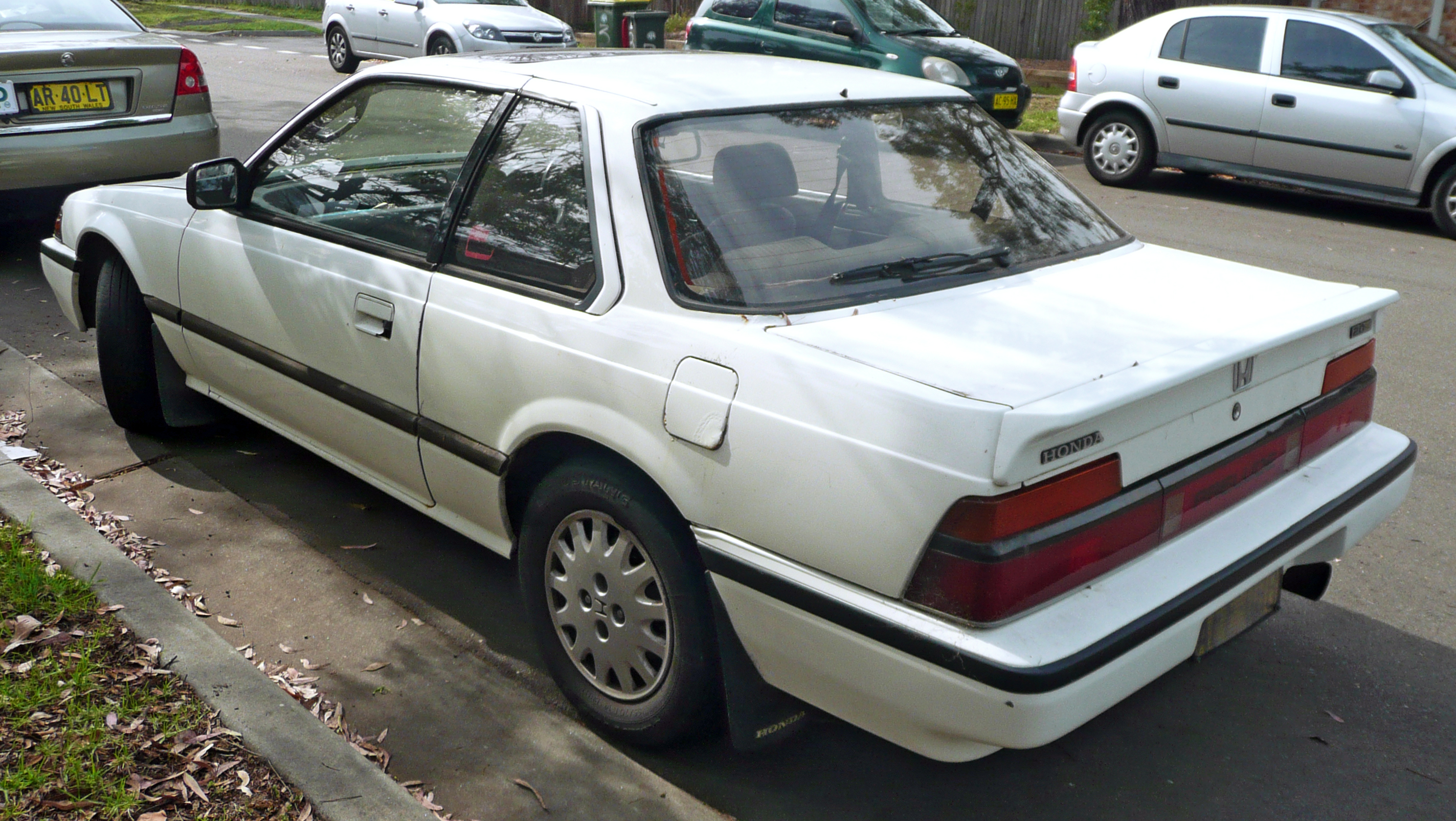
Heckansicht
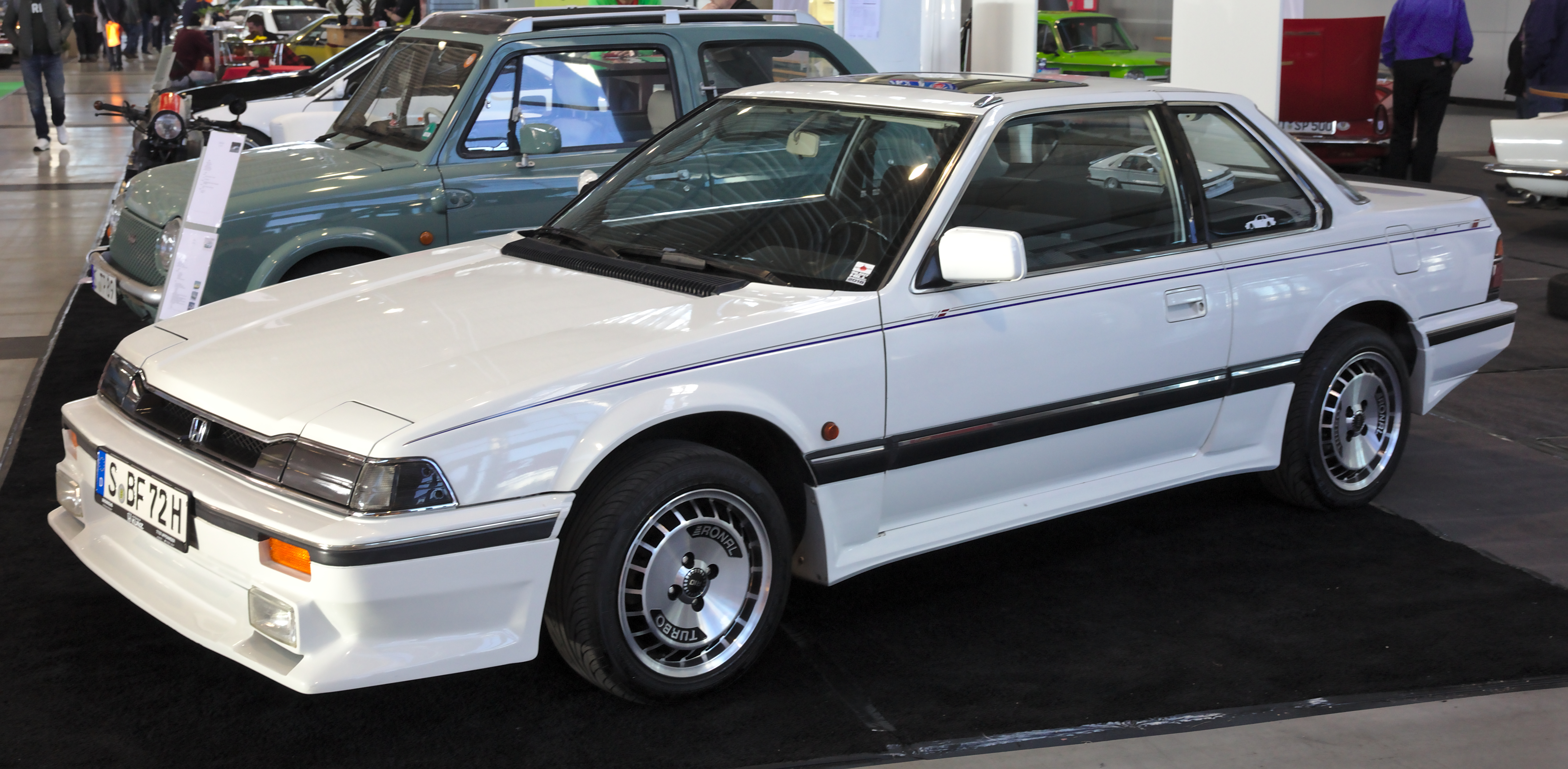
Honda Prelude mit original verbautem Polybauer Bodykit

### Modellübersicht
| Baujahr   | Modell     | Hubraum  | Leistung        | Länder          |
| --------- | ---------- | -------- | --------------- | --------------- |
| 1982–1987 | EX 1.8     | 1829 cm³ | 77 kW (105 PS)  | Europa          |
| 1985–1987 | EX 2.0     | 1958 cm³ | 80 kW (109 PS)  | Europa          |
| 1985–1987 | EX 2.0i-16 | 1958 cm³ | 101 kW (137 PS) | Europa          |
| 1982–1987 | 1.8        | 1829 cm³ | 92 kW (125 PS)  | Japan           |
| 1985–1987 | 2.0 16V    | 1958 cm³ | 118 kW (160 PS) | Japan           |
| 1982–1987 | 2.0        | 1955 cm³ | 81 kW (110 PS)  | Australien, USA |
| 1987      | 1.8        | 1829 cm³ | 74 kW (100 PS)  | USA             |
| 1982–1986 | 2.0        | 1955 cm³ | 81 kW (110 PS)  | USA             |

## Dritte Generation (1987–1991)
1987 erschien in Japan die dritte Generation des Prelude (Typcode BA4). Diese wurde die erfolgreichste der Prelude-Generationen.
Motorisiert war dieser Prelude mit einem 2,0-Liter-Aggregat, das in verschiedenen Leistungsstufen angeboten wurde. Im letzten Modelljahr gab es in Nordamerika und Japan für den „Si4“ einen leicht aufgebohrten DOHC-Motor. Kombiniert wurden diese Motoren entweder mit einem manuellen Fünfgang-Getriebe oder der Vierstufen-Automatik.
Die technische Neuerung dieses Prelude war die erste in einem Serien-Fahrzeug lieferbare, lenkwinkelabhängige mechanische Vierrad-Lenkung. Diese Technik bewirkte eine verbesserte Kurvenlage sowie einen um etwa einen Meter verringerten Wendekreis. Bei Honda wird dieses System 4WS (Four-WheelSteering) genannt.

1989 bekam der Prelude ein Facelift mit weißen Blinkern vorn und hinten sowie überarbeiteten Armaturen. Die Leistung des Spitzenmodells wurde von 101 kW (137 PS) auf 103 kW (140 PS) gesteigert. Auf dem japanischen Markt erschien zusätzlich ein Modell namens Prelude „INX“ und der „Si“ mit dem sogenannten TCV (integriert TCS mit 4WS, ABS und einem Sperrdifferential). In Australien wurde der Prelude vom Wheels Magazine zum „Car of the Year 1987“ gewählt.

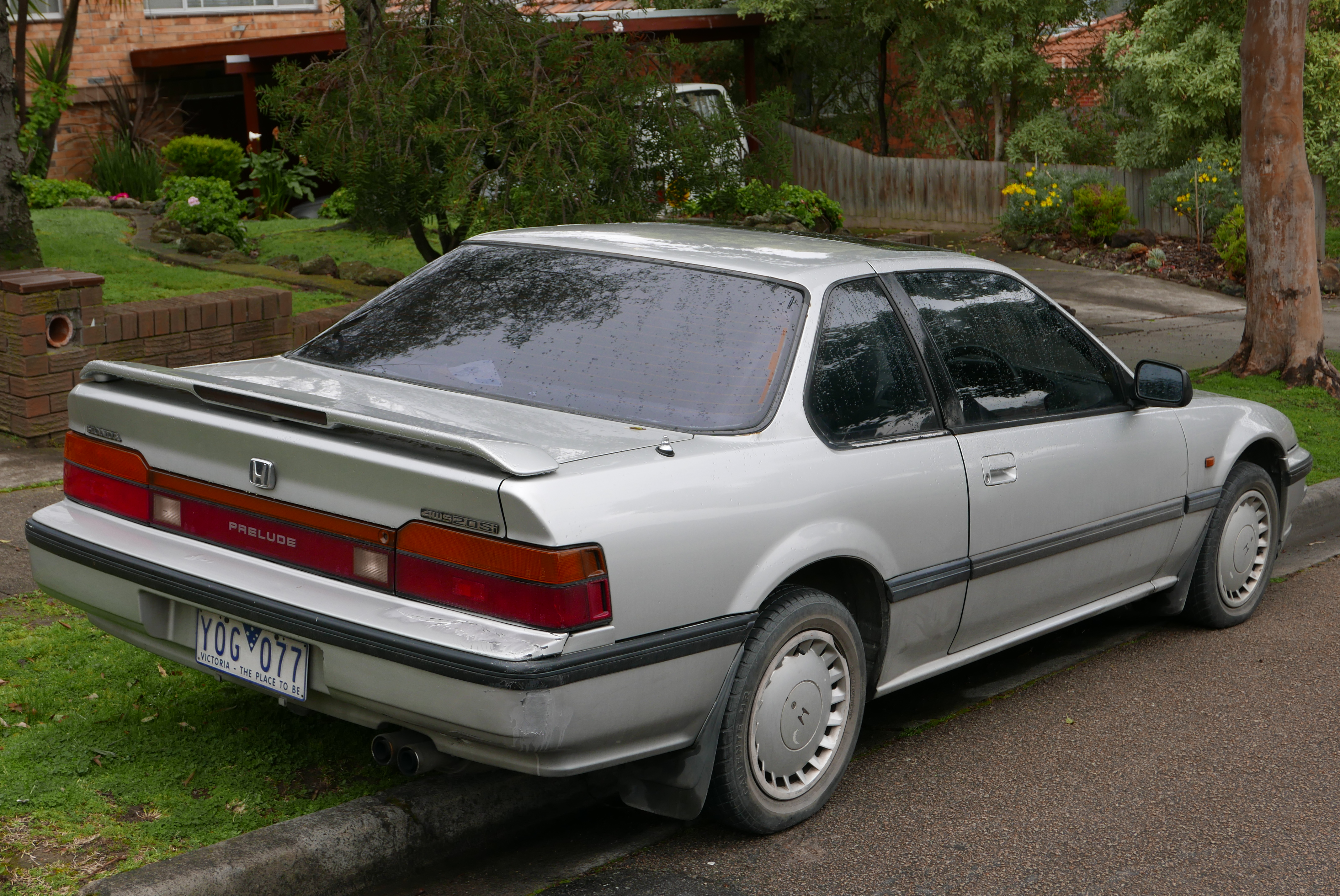
Heckansicht
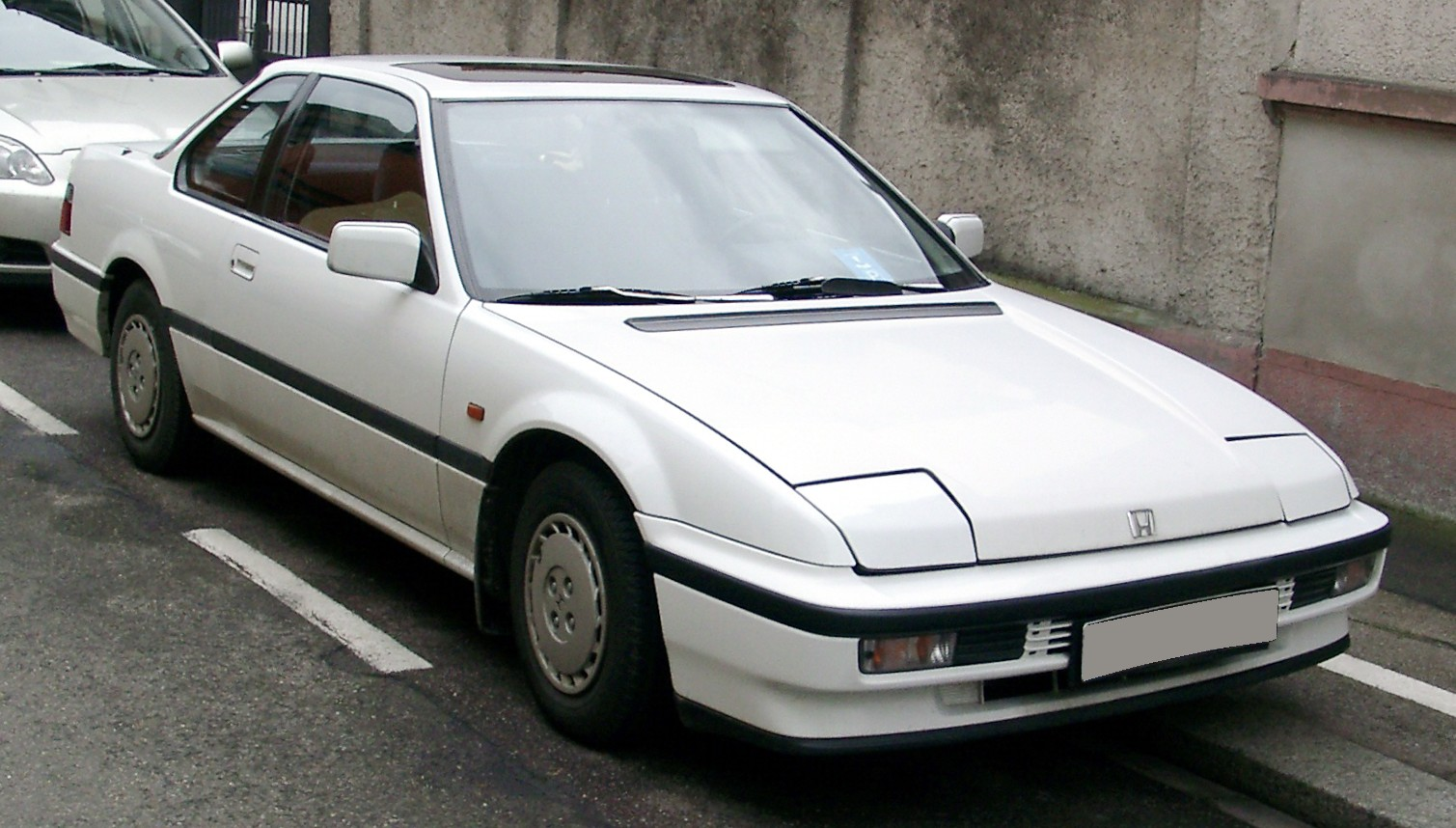
Facelift (1989)
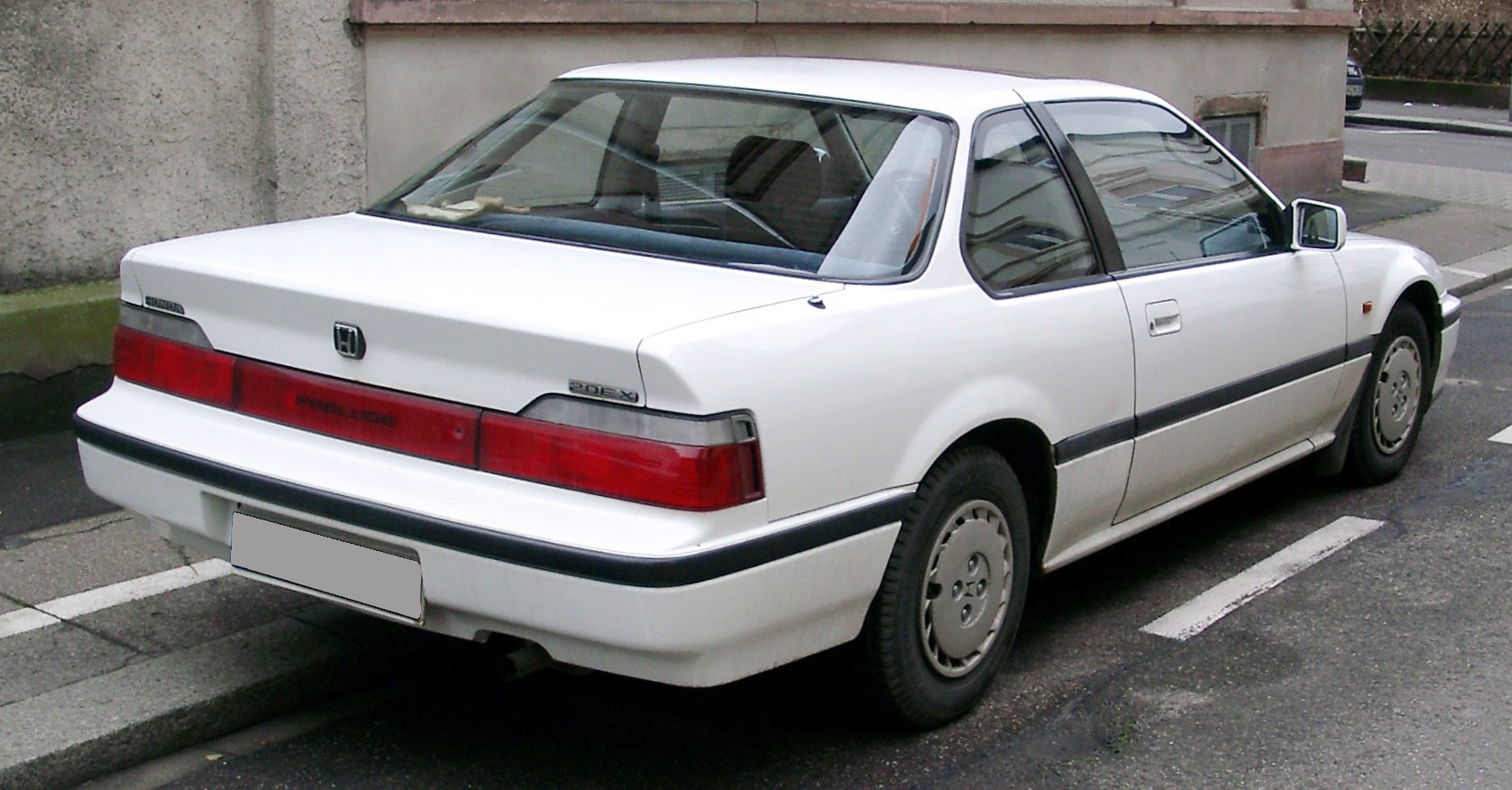
Heckansicht

### Modellübersicht
| Baujahr   | Modell          | Hubraum  | Leistung        | Länder      | Anmerkung |
| --------- | --------------- | -------- | --------------- | ----------- | --------- |
| 1987–1992 | 2.0EX           | 1944 cm³ | 80 kW (109 PS)  | Deutschland | mit Kat   |
| 1987–1992 | 2.0EX           | 1944 cm³ | 84 kW (114 PS)  | Deutschland | ohne Kat  |
| 1987–1989 | 2.0i-16V        | 1958 cm³ | 101 kW (137 PS) | Deutschland | mit Kat   |
| 1989–1992 | 2.0i-16V        | 1958 cm³ | 103 kW (140 PS) | Deutschland | mit Kat   |
| 1990–1991 | Si (US-Version) | 2056 cm³ | 110 kW (149 PS) | USA         | mit Kat   |

## Vierte Generation (1991–1996)

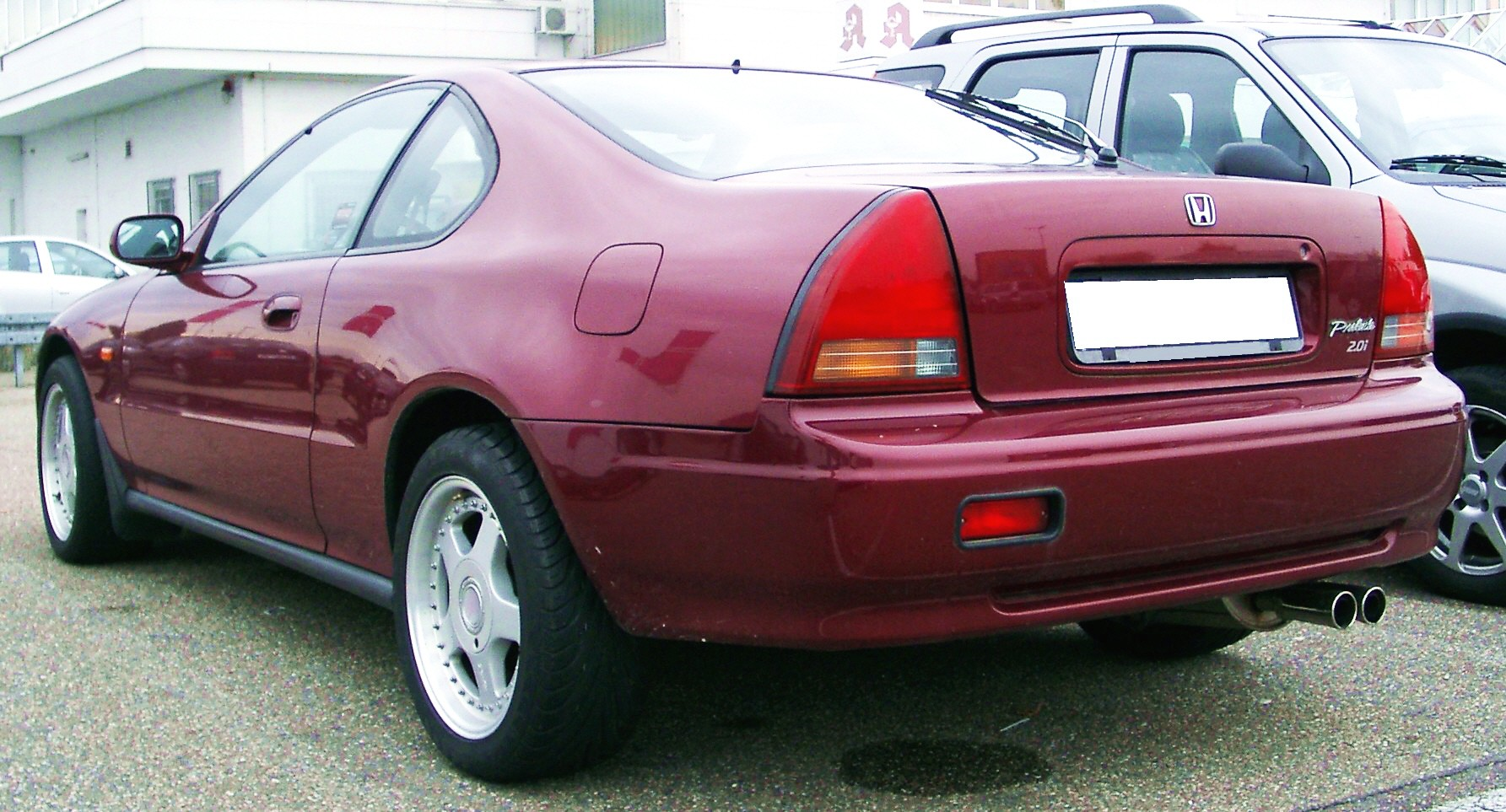
Heck des Prelude

Die vierte Generation des Sportcoupés Prelude erschien 1991 (Typcode BB1/2/3) in Japan mit einer völlig neu gestalteten Karosserie. Der Export wurde erst im Jahr danach aufgenommen. In Japan wurde der Prelude mit zwei 2,2-Liter-DOHC-Motoren angeboten – einer davon mit VTEC-Technik. Dieses Aggregat kam im Export erst ab 1993 zum Einsatz. Der andere Motor wurde nicht nach Europa exportiert. Hier gab es als Einsteigermodell den Prelude mit dem 2,0-Liter-SOHC-Motor vom Accord. Ansonsten kam im Export ein neuer 2,3-Liter-DOHC-Motor zum Einsatz. Kombiniert wurden diese Motoren entweder mit einem manuellen 5-Gang-Getriebe oder der 4-Stufen-Automatik. Bei diesem Modell wurde Vierradlenkung 4WS um eine elektronische Steuerung ergänzt.

### Modellübersicht
| Baujahr   | Modell   | Modellcode | Hubraum  | Leistung        | Länder                  |
| --------- | -------- | ---------- | -------- | --------------- | ----------------------- |
| 1992–1996 | 2.0i     | BB3        | 1997 cm³ | 98 kW (133 PS)  | Europa                  |
| 1992–1996 | 2.2i     | BB4        | 2157 cm³ | 147 kW (200 PS) | Japan                   |
| 1992–1996 | 2.3i     | BB2        | 2259 cm³ | 118 kW (160 PS) | Australien, Europa, USA |
| 1992–1996 | 2.2 VTEC | BB1        | 2157 cm³ | 136 kW (185 PS) | Europa                  |
| 1992–1996 | 2.2 VTEC | BB1        | 2157 cm³ | 147 kW (200 PS) | Japan                   |
| 1992–1996 | 2.2 VTEC | BA8        | 2156 cm³ | 99 kW (135 PS)  | Australien, USA         |
| 1992–1996 | 2.2 VTEC | BA8        | 2156 cm³ | 118 kW (160 PS) | Japan                   |
| 1992–1996 | 2.3      |            | 2256 cm³ | 118 kW (160 PS) | Japan                   |

## Fünfte Generation (1997–2002)

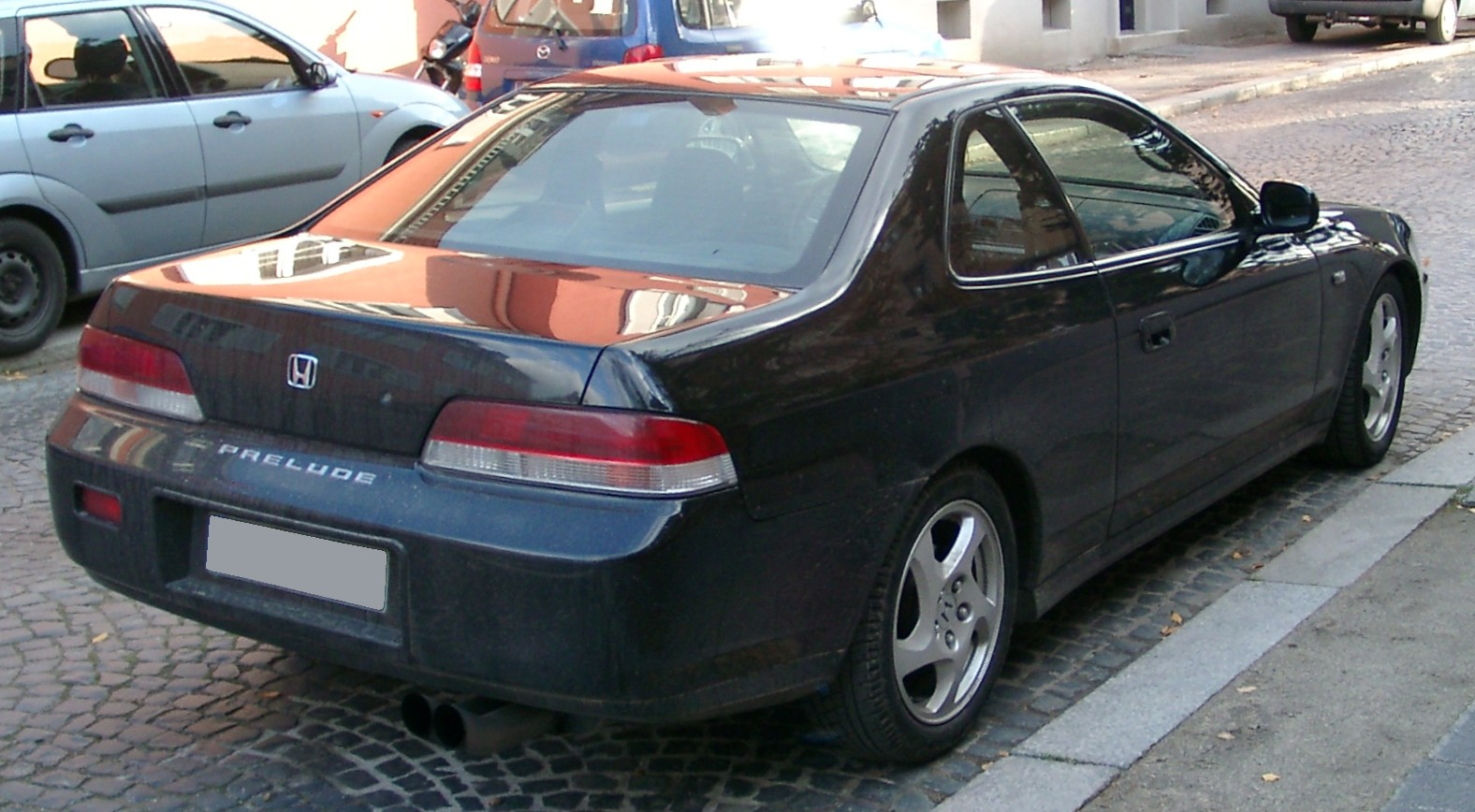
Heck des Prelude

Die fünfte Generation des Prelude erschien 1997 (Typcode BB6/8/9) wieder mit einer völlig veränderten Karosserie. Vom Design her orientierte er sich wieder an den Modellen der 3. Generation, da die 4. Generation die Absatzerwartungen nicht erfüllt hatte.
Die letzte Prelude-Generation wurde von Januar 1997 bis Mitte 2002 (Typcode BB6/8/9) gebaut. Sie war allerdings schon seit Ende 2000 nicht mehr in Deutschland erhältlich. 2002 wurde die Produktion komplett eingestellt. Mitte 2002 war nur noch der 200 PS starke 2.2VTi auf dem amerikanischen Markt zu haben.
Die Motorenauswahl blieb dagegen im Wesentlichen gleich. Das Basismodell besaß in Japan eine 2,2-Liter-SOHC Maschine. Die DOHC-Variante dieses Aggregats wurde beispielsweise nach Australien und Neuseeland exportiert. Top-Motorisierung war weltweit der vom Vorgänger übernommene 2,2-Liter-DOHC Motor der H22 Reihe mit VTEC-Technik. In Nordamerika war das die einzige angebotene Motorvariante. In Europa gab es als Basismotorisierung den 2,0-Liter-SOHC-Motor (F20A4) vom Accord. In Japan gab es zudem eine Type-S-Variante mit geändertem Fahrwerk und leistungsgesteigertem 2,2-Liter-Motor mit 164 kW (220 PS) bei 7.200 min−1 und 220 Nm bei 6.500 min−1. Kombiniert wurden diese Motoren entweder mit einem manuellen 5-Gang-Getriebe oder der vierstufigen Automatik.
Auf Wunsch konnte das Top-Modell mit der vom Vorgänger bekannten elektronisch gesteuerten, elektrisch betätigten Vierradlenkung 4WS ausgestattet werden. Die technische Innovation dieses Prelude war jedoch eine elektronisch gesteuerte, aktive Antriebskraftverteilung (ATTS – Active Torque Transfer System), die die Untersteuerneigung bei Kurvenfahrt verringert, indem das kurvenäußere Rad schneller und stärker angetrieben wird. Dadurch ergab sich ein deutlich verbessertes Kurvenfahrverhalten. Dank dieses Systems wurde er im amerikanischen Car and Driver Magazine 1997 zum „best-handling car under $30,000“ gewählt.

### Modellübersicht
| Modell     | Hubraum  | Nockenwelle | Leistung        | Anmerkung              | Baujahr   |
| ---------- | -------- | ----------- | --------------- | ---------------------- | --------- |
| 2.0i       | 1997 cm³ | SOHC        | 98 kW (133 PS)  |                        | 1996–2000 |
| 2.2VTi     | 2157 cm³ | DOHC VTEC   | 136 kW (185 PS) | auch mit Allradlenkung | 1997–2000 |
| 2.2VTi     | 2157 cm³ | DOHC VTEC   | 147 kW (200 PS) | auch mit Allradlenkung | 2000–2002 |
| 2.2 Type-S | 2157 cm³ | DOHC VTEC   | 164 kW (220 PS) | nur in Japan           | 1997–2002 |

## Prelude Concept (2023)
Auf der Japan Mobility Show im Oktober 2023 zeigte Honda ein hybridisiertes Konzeptfahrzeug unter dem Modellnamen Prelude. Die Motorpresse bezeichnet es als seriennah. Eine Serienversion soll im September 2025 in den Handel kommen.

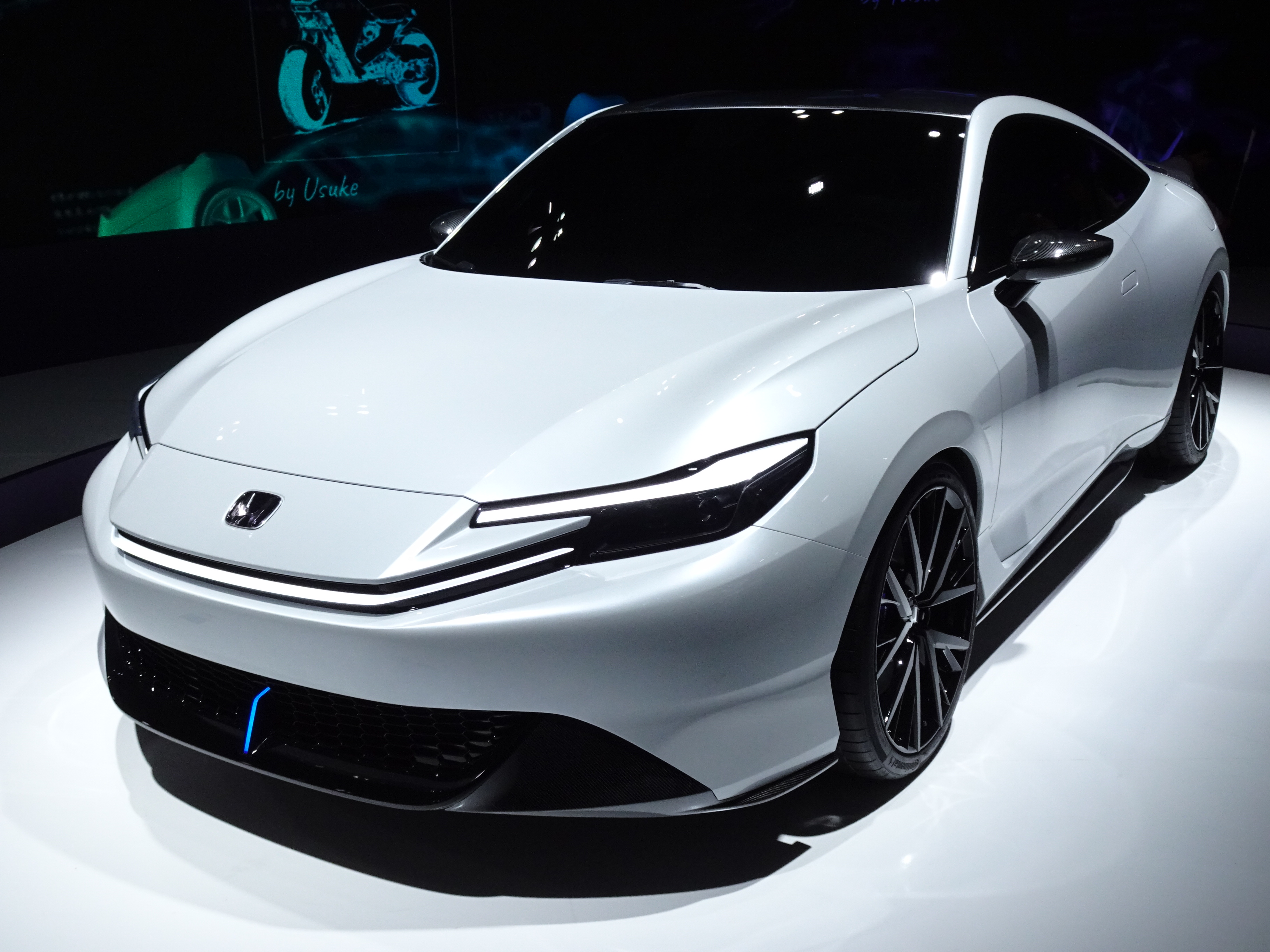
Honda Prelude Concept (2023)
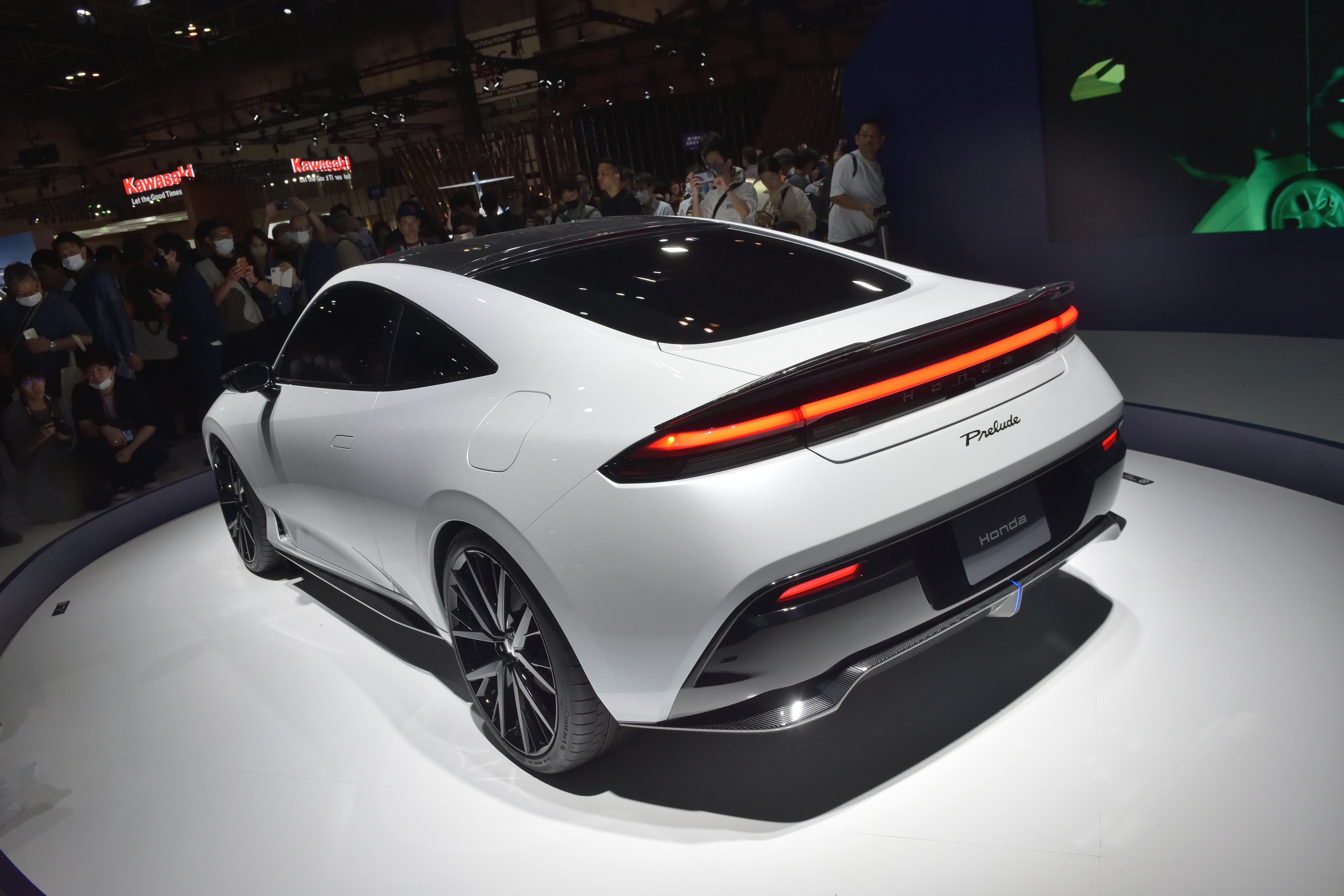
Heckansicht